# SN 2010ao
SN 2010ao – supernowa typu Ia odkryta 18 marca 2010 roku w galaktyce UGC 8686. W momencie odkrycia miała maksymalną jasność 19,00m.